# Pentaria redemptus
Pentaria redemptus is een keversoort uit de familie bloemspartelkevers (Scraptiidae). De wetenschappelijke naam van de soort is voor het eerst geldig gepubliceerd in 1931 door Peyerimhoff.